# Диплома
Диплома (от гръцки δίπλωµα, сгънато на две) е официален документ, сертификат, издаден от учебно заведение, с който се удостоверява завършването на определен курс или образователна степен.
В отделните страни образователните закони и правилата за получаване на диплома са различни.
В България диплома се дава за завършено средно образование, за степен бакалавър и за степен магистър.
Европейската комисия към Европейския съюз се опитва да създаде стандарт на образованието и издаването на дипломи за повечето страни в Европа. 
От друга страна американската и канадската образователна система имат свои норми за получаване на бакалавърска степен. 